# Boîte à gants
Pour les articles homonymes, voir Boîte et Boîte à gants (laboratoire).

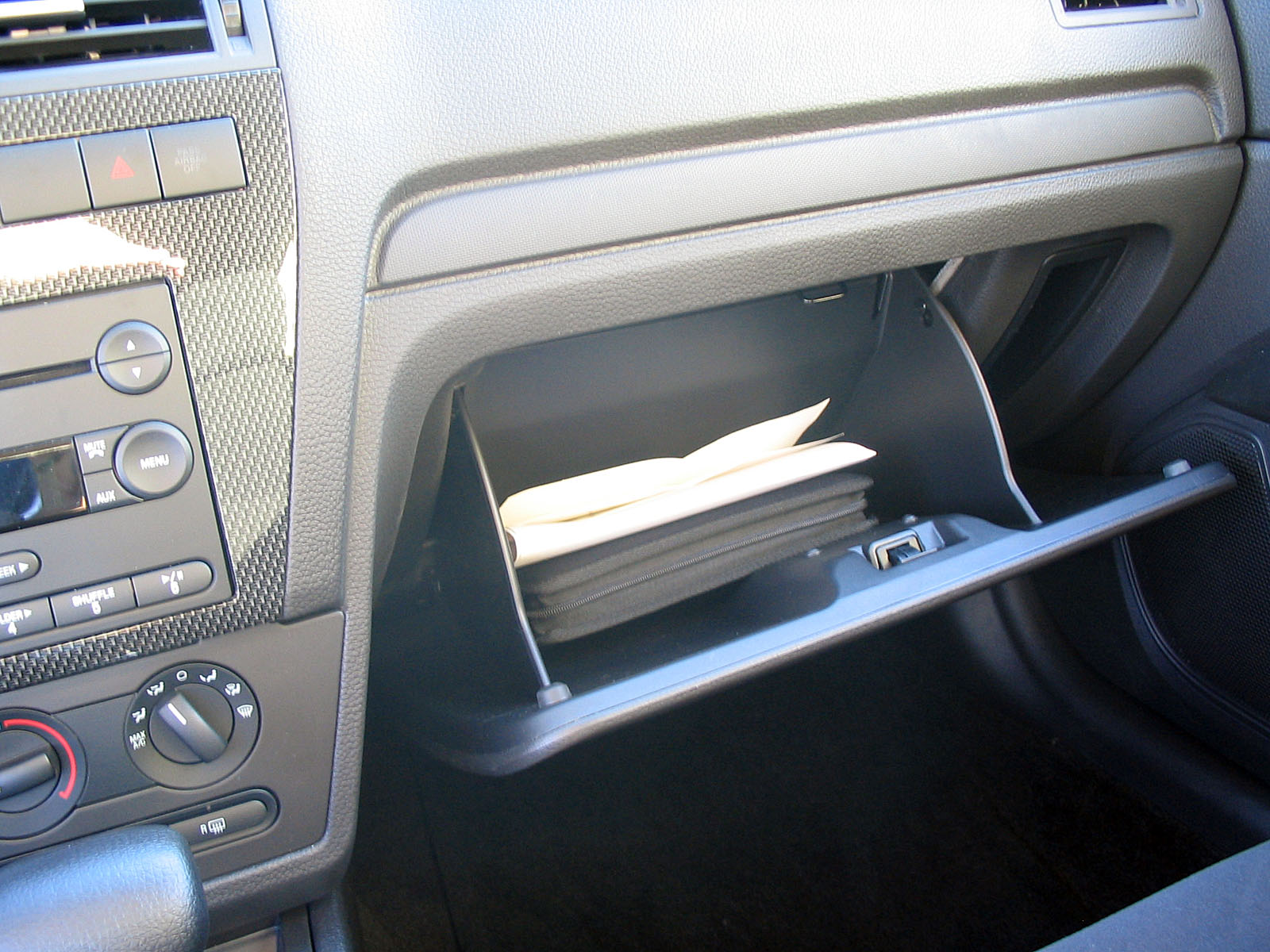
Une boîte à gants ouverte, contenant le manuel du véhicule.

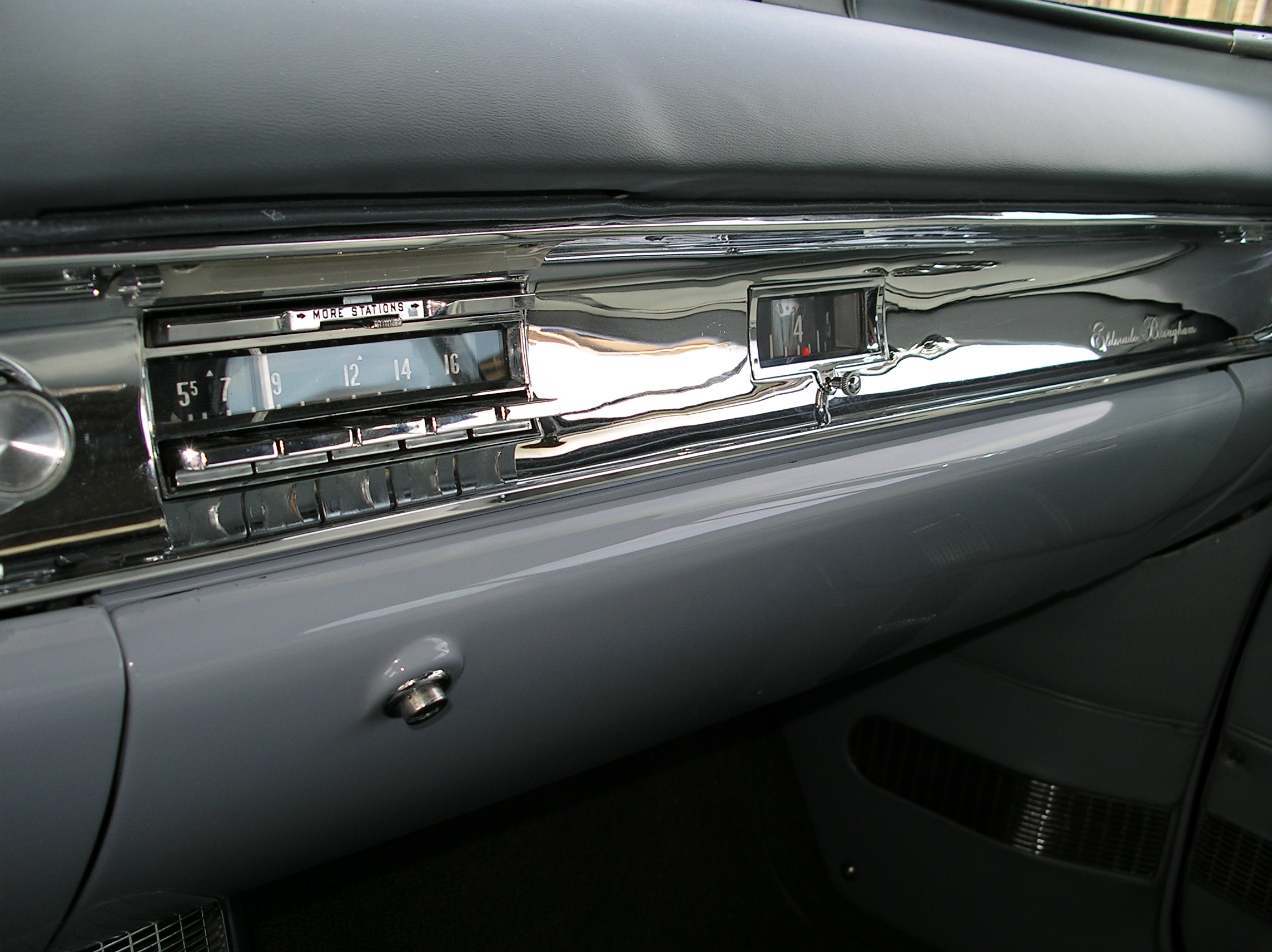
Une boîte à gants fermée, dans une Cadillac Eldorado Brougham.

Une boîte à gants est un espace de rangement le plus souvent fermé par une trappe, et intégré à la planche de bord d'une automobile, au-dessus de l'espace réservé aux jambes du passager avant.
Son nom fait référence aux gants dans plusieurs langues : « boîte à gants » en français, « glove compartment » en anglais, « Handschuhfach » en allemand. Cette référence s'explique par sa fonction initiale, le rangement des gants. Les gants étaient en effet considérés comme un accessoire nécessaire à la conduite à l'époque des premières voitures, souvent sans toit, pour éviter la sensation de froid sur les mains du conducteur provoquée par les frottements de l'air à grande vitesse.
Une boîte à gants est souvent fermée avec éventuellement la possibilité de le verrouiller avec une clé. Ceci permet au propriétaire de l'automobile de se prémunir contre les vols, notamment lorsqu'il est amené à la confier aux services d'un voiturier, ou si c'est un cabriolet et que le toit est escamoté.
Actuellement, les boîtes à gant ne contiennent que rarement des gants et sont plutôt utilisées pour ranger tous types de choses, en particulier des cartes routières ou des documents relatifs au véhicule tels que le manuel ou la carte grise. Sur certains véhicules, la boîte à gants peut être équipée d'espaces spécifiques, par exemple pour les stylos, ou pour tenir un gobelet lorsqu'elle est ouverte. Des voitures possèdent même une boîte à gants réfrigérée,. 
Certaines voitures comme les coupés n'en possèdent aujourd'hui plus.